# Galeazzo Facino
Galezzo Facino, detto il Pontico (Padova, 1458 – Treviso, febbraio/marzo 1506) è stato un umanista, letterato e religioso italiano.

## Biografia
Nato a Padova da una nobile famiglia vicentina, Galeazzo aveva altri quattro fratelli: Vitaliano, Antonia, Paola e Conte. Dopo gli studi universitari nella città natale, il giovane Galeazzo entrò in contatto con Ermolao Barbaro il Giovane di cui divenne amico e collaboratore nella curatela delle opere aristoteliche. Divenuto precettore di Agostino Donà, di nobilissima famiglia veneziana, Galeazzo Facino viaggiò anche nell'Egitto mammelucco tra il 1487 e il 1488. Giunto nel 1488 nella Milano di Ludovico il Moro, Facino entrò in buoni rapporti con Lancino Curzio e Giorgio Merula. Tra il 1489 e il 1494 si spostò in varie regioni italiane tra cui Ravenna, per poi tornare a Venezia dove conobbe un giovane Pietro Bembo. Nel 1497 venne ordinato sacerdote dal vescovo di Padova Pietro Barozzi e nel 1499, avvicinatosi al vescovo di Belluno Bernardo Rossi, divenne suo segretario quando Rossi fu spostato alla sede di Treviso. Divenuto animatore culturale di Treviso insieme a Giovanni Aurelio Augurelli, Girolamo Bologni, Marcello Filosseno, Pancrazio Perruchino, Facino morì nel 1506. 
Della sua produzione letteraria, si ricordano la produzione in versi latini indirizzati a Ludovico Pontico, uno strambotto in volgare, vari sonetti e componimenti poetici indirizzati al giovane Bembo, la difesa delle posizioni del Merula contro quelle di Agnolo Poliziano (In Politianum) e altri testi poetici scritti in gioventù e dedicati al nobile veneziano Marco Longo.